# 新潟市立五十嵐小学校
新潟市立五十嵐小学校（にいがたしりつ いからし しょうがっこう）は、新潟県新潟市西区に所在する市立小学校。

## 概要
全校生徒数 730名（平成29年度）。

## 交通
- JR東日本 ■越後線 寺尾駅より徒歩 約25分
- 新潟交通 W1有明線 「清心学園前」バス停より徒歩 約3分
- 坂井輪コミュニティバス 「清心学園前」バス停より徒歩 約3分
- E8北陸自動車道 新潟西インターチェンジより車 約20分
- 国道116号（新潟西バイパス） 小新インターチェンジより車 約20分